# Puerto de Nueva York (película)
Puerto de Nueva York (Port of New York) es una película estadounidense de 1949 dirigida por László Benedek.